# Eutichurus ferox
Eutichurus ferox är en spindelart som beskrevs av Simon 1897. Eutichurus ferox ingår i släktet Eutichurus och familjen sporrspindlar.
Artens utbredningsområde är Ecuador. Inga underarter finns listade i Catalogue of Life.